# سانت لويس الجنوبية (هايتي)
سانت لويس الجنوبية هي مدينة من مدن هايتي. يبلغ عدد سكانها 59,042 نسمة وذلك حسب إحصائيات سنة 2009. يبلغ ارتفاع المدينة عن سطح البحر قرابة 9 متر.